# Одонтофора
Одонтофора представлява част от устния апарат на осигуряващ храненето на мекотелите. Представлява хрущялна пластинка, върху която е разположена радулата.
Одонтофора се придържа от мускулни влакна, наречени протрактори. Те осигуряват излизането и извън устата и прибирането и навътре. При това движение се наблюдава приплъзване на радулата върху нея като по този начин подобно на шкурка се остъргва и храната и прибира навътре към устата.